# Nastro d'argento al miglior regista esordiente
Il Nastro d'argento al miglior regista esordiente è un riconoscimento cinematografico italiano assegnato annualmente dal Sindacato Nazionale Giornalisti Cinematografici Italiani a partire dal 1974.
Quattro vincitori di questo premio hanno successivamente ricevuto anche il premio maggiore come regista del miglior film: Maurizio Nichetti, Giuseppe Tornatore, Paolo Virzì e Paolo Sorrentino. Nichetti è quello che l'ha ricevuto a maggior distanza di tempo, ben diciassette anni, Sorrentino quello che l'ha ricevuto più rapidamente, dopo sette anni.

## Albo d'oro

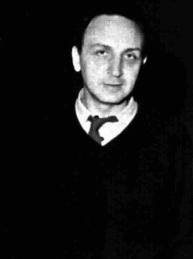
Marco Leto è stato il primo regista a conquistare il premio

I vincitori sono indicati in grassetto, a seguire gli altri candidati.

### Anni 1974-1979
- 1974: Marco Leto - La villeggiatura
  - Fabio Carpi - Corpo d'amore
- 1975: Luigi Di Gianni - Il tempo dell'inizio
- 1976: Ennio Lorenzini - Quanto è bello lu murire acciso
- 1977: Giorgio Ferrara - Un cuore semplice
- 1978: Sergio Nuti - Non contate su di noi
- 1979: Salvatore Nocita - Ligabue

### Anni 1980-1989
- 1980: Maurizio Nichetti - Ratataplan
- 1981: Massimo Troisi - Ricomincio da tre
- 1982: Alessandro Benvenuti - Ad ovest di Paperino
- 1983: Franco Piavoli - Il pianeta azzurro
- 1984: Gabriele Lavia - Il principe di Homburg
- 1985: Luciano De Crescenzo - Così parlò Bellavista
- 1986: Enrico Montesano - A me mi piace
- 1987: Giuseppe Tornatore - Il camorrista
- 1988: Carlo Mazzacurati - Notte italiana
- 1989: Francesca Archibugi - Mignon è partita

### Anni 1990-1999
- 1990: Ricky Tognazzi - Piccoli equivoci
  - Giacomo Campiotti - Corsa di primavera
  - Umberto Angelucci e Stefano Benni - Musica per vecchi animali
  - Gianfranco Cabiddu - Disamistade
  - Gianfrancesco Lazotti - Saremo felici
- 1991: Sergio Rubini - La stazione
  - Michele Placido - Pummarò
  - Livia Giampalmo - Evelina e i suoi figli
- 1992: Antonio Capuano - Vito e gli altri
  - Alessandro D'Alatri - Americano rosso
  - Italo Spinelli e Paolo Grassini - Roma-Paris-Barcelona
  - Maurizio Zaccaro - Dove comincia la notte
  - Giulio Base - Crack
- 1993: Mario Martone - Morte di un matematico napoletano
  - Pasquale Pozzessere - Verso sud
  - Aurelio Grimaldi - La discesa di Aclà a Floristella
  - Carlo Carlei - La corsa dell'innocente
  - Marco Bechis - Alambrado
- 1994: Pappi Corsicato - Libera
  - Wilma Labate - Ambrogio
  - Leone Pompucci - Mille bolle blu
  - Gianpaolo Tescari - Tutti gli uomini di Sara
- 1995: Paolo Virzì - La bella vita
  - Enzo Monteleone - La vera vita di Antonio H.
  - Simona Izzo - Maniaci sentimentali
  - Massimo Martella - Il tuffo
  - Renzo Martinelli - Sarahsarà
- 1996: Sandro Baldoni - Strane storie
  - Ciprì e Maresco - Lo zio di Brooklyn
  - Mimmo Calopresti - La seconda volta
  - Gianni Zanasi - Nella mischia
  - Stefano Incerti - Il verificatore
- 1997: Roberto Cimpanelli - Un inverno freddo freddo
  - Anna Di Francisca - La bruttina stagionata
  - Ugo Chiti - Albergo Roma
  - Massimo Spano - Marciando nel buio
  - Fulvio Ottaviano - Cresceranno i carciofi a Mimongo
- 1998: Roberta Torre -  Tano da morire
  - Antonio Albanese - Uomo d'acqua dolce
  - Franco Bernini - Le mani forti
  - Fabio Nunziata, Eugenio Cappuccio e Massimo Gaudioso - Il caricatore
  - Matteo Garrone - Terra di mezzo
- 1999: Luciano Ligabue -  Radiofreccia
  - Gabriele Muccino - Ecco fatto
  - Vincenzo Salemme - L'amico del cuore
  - Donatella Maiorca - Viol@
  - Armando Manni - Elvjs e Merilijn

### Anni 2000-2009
- 2000: Alessandro Piva - LaCapaGira
  - Piergiorgio Gay e Roberto San Pietro - Tre storie
  - Giovanni Davide Maderna - Questo è il giardino
  - Lucio Pellegrini - E allora mambo!
  - Fabio Segatori - Terra bruciata
- 2001: Alex Infascelli - Almost Blue
  - Andrea e Antonio Frazzi  - Il cielo cade
  - Daniele Gaglianone - I nostri anni
  - Giuseppe Rocca - Lontano in fondo agli occhi
  - Gionata Zarantonello - Medley - Brandelli di scuola
- 2002: Paolo Sorrentino - L'uomo in più
  - Franco Angeli - La rentrée
  - Vincenzo Marra - Tornando a casa
  - Marco Ponti - Santa Maradona
  - Andrea Porporati - Sole negli occhi
- 2003: Maria Sole Tognazzi - Passato prossimo
  - Giada Colagrande - Aprimi il cuore
  - Francesco Falaschi - Emma sono io
  - Francesco Patierno - Pater familias
  - Spiro Scimone e Francesco Sframeli - Due amici
  - Daniele Vicari - Velocità massima
- 2004: Franco Battiato - Perdutoamor
  - Luca D'Ascanio - Bell'amico
  - Eleonora Giorgi - Uomini e donne, amori e bugie
  - Alessandro Haber - Scacco pazzo
  - Salvatore Mereu - Ballo a tre passi
  - Piero Sanna - La destinazione
- 2005: Saverio Costanzo - Private
  - Antonio Bocola e Paolo Vari - Fame chimica
  - Valeria Bruni Tedeschi - È più facile per un cammello... (Il est plus facile pour un chameau...)
  - Paolo Franchi - La spettatrice
  - David Grieco - Evilenko
- 2006: Francesco Munzi - Saimir
  - Stefano Mordini - Provincia meccanica
  - Vittorio Moroni - Tu devi essere il lupo
  - Fausto Paravidino - Texas
  - Stefano Pasetto - Tartarughe sul dorso
- 2007: Kim Rossi Stuart - Anche libero va bene
  - Massimo Andrei - Mater natura
  - Alessandro Angelini - L'aria salata
  - Giambattista Avellino, Salvo Ficarra e Valentino Picone - Il 7 e l'8
  - Libero De Rienzo - Sangue - La morte non esiste
  - Roberto Dordit - Apnea
- 2008: Andrea Molaioli - La ragazza del lago
  - Giorgio Diritti - Il vento fa il suo giro
  - Davide Marengo - Notturno bus
  - Mohsen Melliti - Io, l'altro
  - Silvio Muccino - Parlami d'amore
- 2009: Gianni Di Gregorio - Pranzo di ferragosto
  - Marco Amenta - La siciliana ribelle
  - Federico Bondi - Mar nero
  - Marco Pontecorvo - Pa-ra-da
  - Stefano Tummolini - Un altro pianeta

### Anni 2010-2019
- 2010: Valerio Mieli - Dieci inverni ex aequo Rocco Papaleo - Basilicata coast to coast
  - Giuseppe Capotondi - La doppia ora
  - Susanna Nicchiarelli - Cosmonauta
  - Claudio Noce - Good Morning Aman
- 2011: Alice Rohrwacher - Corpo celeste
  - Aureliano Amadei - 20 sigarette
  - Massimiliano Bruno - Nessuno mi può giudicare
  - Ascanio Celestini - La pecora nera
  - Edoardo Leo - 18 anni dopo
- 2012: Francesco Bruni - Scialla! (Stai sereno)
  - Gianluca e Massimiliano De Serio - Sette opere di misericordia
  - Guido Lombardi - Là-bas - Educazione criminale
  - Andrea Segre - Io sono Li
  - Stefano Sollima - ACAB - All Cops Are Bastards
- 2013: Valeria Golino - Miele
  - Giuseppe Bonito - Pulce non c'è
  - Leonardo Di Costanzo - L'intervallo
  - Alessandro Gassmann - Razzabastarda
  - Luigi Lo Cascio - La città ideale
- 2014: Pif - La mafia uccide solo d'estate
  - Emma Dante - Via Castellana Bandiera
  - Fabio Grassadonia, Antonio Piazza - Salvo
  - Fabio Mollo - Il sud è niente
  - Sebastiano Riso - Più buio di mezzanotte
  - Sydney Sibilia - Smetto quando voglio
- 2015: Edoardo Falcone - Se Dio vuole
  - Michele Alhaique - Senza nessuna pietà
  - Laura Bispuri - Vergine giurata
  - Duccio Chiarini - Short Skin - I dolori del giovane Edo
  - Eleonora Danco - N-capace
- 2016: Gabriele Mainetti - Lo chiamavano Jeeg Robot
  - Ferdinando Cito Filomarino - Antonia.
  - Carlo Lavagna - Arianna
  - Piero Messina - L'attesa
  - Giulio Ricciarelli - Il labirinto del silenzio  (Im Labyrinth des Schweigens)
- 2017: Andrea De Sica - I figli della notte
  - Vincenzo Alfieri - I peggiori
  - Marco Danieli - La ragazza del mondo
  - Roberto De Paolis - Cuori puri
  - Fabio Guaglione e Fabio Resinaro - Mine
- 2018: Fabio e Damiano D'Innocenzo - La terra dell'abbastanza
  - Annarita Zambrano - Dopo la guerra 
  - Valerio Attanasio - Il tuttofare
  - Donato Carrisi - La ragazza nella nebbia
  - Dario Albertini - Manuel
- 2019:  Leonardo D'Agostini - Il campione ex aequo Valerio Mastandrea - Ride
  - Ciro D'Emilio - Un giorno all'improvviso
  - Margherita Ferri - Zen sul ghiaccio sottile
  - Michela Occhipinti - Il corpo della sposa

### Anni 2020-2029
- 2020:  Marco D'Amore – L'immortale
  - Stefano Cipani – Mio fratello rincorre i dinosauri
  - Roberto De Feo – The Nest (Il nido)
  - Ginevra Elkann – Magari
  - Carlo Sironi – Sole
  - Igort – 5 è il numero perfetto
- 2021[1][2]:Pietro Castellitto - I predatori
  - Maura Delpero - Maternal
  - Nunzia De Stefano - Nevia
  - Carlo Hintermann - The Book of Vision
  - Gianluca Jodice - Il cattivo poeta
  - Mauro Mancini - Non odiare
- 2022: Giulia Louise Steigerwalt – Settembre
  - Alessandro Celli – Mondocane
  - Francesco Costabile – Una femmina
  - Hleb Papou – Il legionario
  - Laura Samani – Piccolo corpo
- 2023:  Giuseppe Fiorello - Stranizza d'amuri
  - Carolina Cavalli - Amanda
  - Niccolò Falsetti - Margini
  - Vincenzo Pirrotta - Spaccaossa
  - Jasmine Trinca - Marcel!
  - Giacomo Abbruzzese - Disco Boy
- 2024:  Michele Riondino - Palazzina Laf
  - Neri Marcorè - Zamora
  - Alain Perroni - Una sterminata domenica
  - Lyda Patitucci - Come pecore in mezzo ai lupi
  - Micaela Ramazzotti - Felicità
  - Margherita Vicario - Gloria!
- 2025: Greta Scarano – La vita da grandi
  - Umberto Contarello – L'infinito
  - Giovanni Esposito – Nero
  - Tommaso Iannoni – Il sogno dei pastori
  - Edgardo Pistone – Ciao bambina
  - Mimmo Verdesca – Per il mio bene
  - Luca Zingaretti – La casa degli sguardi